# Parafia św. Wojciecha w Poznaniu
Parafia pw. św. Wojciecha w Poznaniu – rzymskokatolicka parafia w archidiecezji poznańskiej w dekanacie Poznań – Stare Miasto. Jedna z najstarszych parafii miasta Poznania.

## Terytorium
Parafia obejmuje terytorialnie Wzgórze Świętego Wojciecha oraz okoliczne tereny mieszkalne śródmieścia Poznania.
- Poznań – ulice: 23 Lutego (nry nieparzyste), Bóżnicza, Chopina, Cicha, Dworkowa, Działowa, Garbary (nry 96–120), Grochowe Łąki, Grudzieniec (nry 1–14), Kościuszki (nry od 114 do końca), Księcia Józefa, Kutrzeby, Małe Garbary, Marcinkowskiego (nry nieparzyste 1–3, nry parzyste 30–32), Młyńska, Niepodległości (nry nieparzyste od 37 do końca, nry parzyste od 28 do końca), Niska (nr 1), Nowowiejskiego (nry od 14 do końca), Piaskowa, Podgórze, Północna, Przepadek, Pułaskiego, Solna, Sporna, Szyperska (nry od 6 do końca), Świętej Barbary, Święty Wojciech, Wielkopolska (nry 1–17), Plac Wielkopolski, Wolnica, Wzgórze Świętego Wojciecha.

## Miejsca kultu
- Kościół św. Wojciecha w Poznaniu – parafialny
- Kościół zakonny ojców karmelitów bosych pw. św. Józefa;
- Kaplica pw. św. Anieli w Domu Zakonnym Sióstr Urszulanek Unii Rzymskiej;
- Kaplica pw. Najśw. Serca Pana Jezusa przy klasztorze sióstr karmelitanek bosych;
- Kaplica pw. Matki Bożej Częstochowskiej w XXXIX Liceum Sióstr Urszulanek Unii Rzymskiej;
- Kaplica pw. Miłosierdzia Bożego w Areszcie Śledczym

## Proboszczowie
- Tyczko z Mogilnicy (1376–1385)
- Jan Koczur (1404)
- Szymon (1407)
- Michał (1414)
- Sędziwoj (Sądek) (1420–1422)
- Piotr I (1422–1425)
- Grzegorz ze Skoków (1444)
- Piotr II (1444–1457)
- Mikołaj (1457–1470)
- Jan Zakrzewski (z Zakrzewa) (1472–1483)
- Jan Złotniczek (syn złotnika z Poznania) (1484–1501)
- Andrzej Zyt-Naramowski (1502–1537)
- Leonard Herman (1540–1561)
- Marcin Przyborowski (1561–1568)
- Piotr Boruta-Kuciński (1568–1575)
- Gabryel Szadek (Sadecius) (1575–1579)
- Marcin Winnogórski z Mościsk (1579–1588)
- Wojciech Turski (Turcius) (1588–1592)
- Jan Mrowiński (1592–1622)
- Paweł Krzepic (1623–1630)
- Wojciech Depta (Depcius) (1630)
- Krzysztof Aleksander Boguszewski (1630–1635)
- Paweł Jan Michałowski (1635–1644)
- Feliks Mietlicki (1645–1655)
- Wojciech Dobrzelewski (1655–1657)
- Maciej Kostrzyński (Kostrenius) (1657–1659)

- Wawrzyniec Pilenus(z Piły) (1659–1697)
- Maciej Antoni Grabiewski (1700–1707)
- Jan Józef Czechowicz (1708–1710)
- Łukasz Wojciech Dajewski (1711–1739)
- Tomasz Czyrnicki (1739–1760)
- Józef Glaubicz (1760–1803)
- Antoni Cudniewicz 1803–1807
- Antoni Lipiński (1807–1817)
- Klemens Wierusz Walknowski (1817–1826)
- Jan Kanty Kolanowski (1827–1831)
- Józef Brzeziński (1831–1837)
- Ludwik Urbanowicz (1837–1849)
- Józef Franciszek Bażyński (1849–1876)
- Wawrzyniec Chrustowicz (1876–1886)
- Władysław Woliński (1886–1894)
- Jan Piotrowicz (1894–1896)
- Leon Laskowski (1896–1902)
- Bolesław Kościelski (1903–1925)
- bł. Narcyz Putz (1925–1942)[2]
- ks. Hieronim Lewandowski (1945–1981)
- ks. Zygmunt Sterczewski (1981–1997)
- ks. Marek Kaiser (1997–2014)
- ks. Przemysław Węgrzyn (2014)[a]
- ks. Jacek Stawik (2014–2015)
- ks. Trojan Marchwiak (od 2015)